# Siljustøl

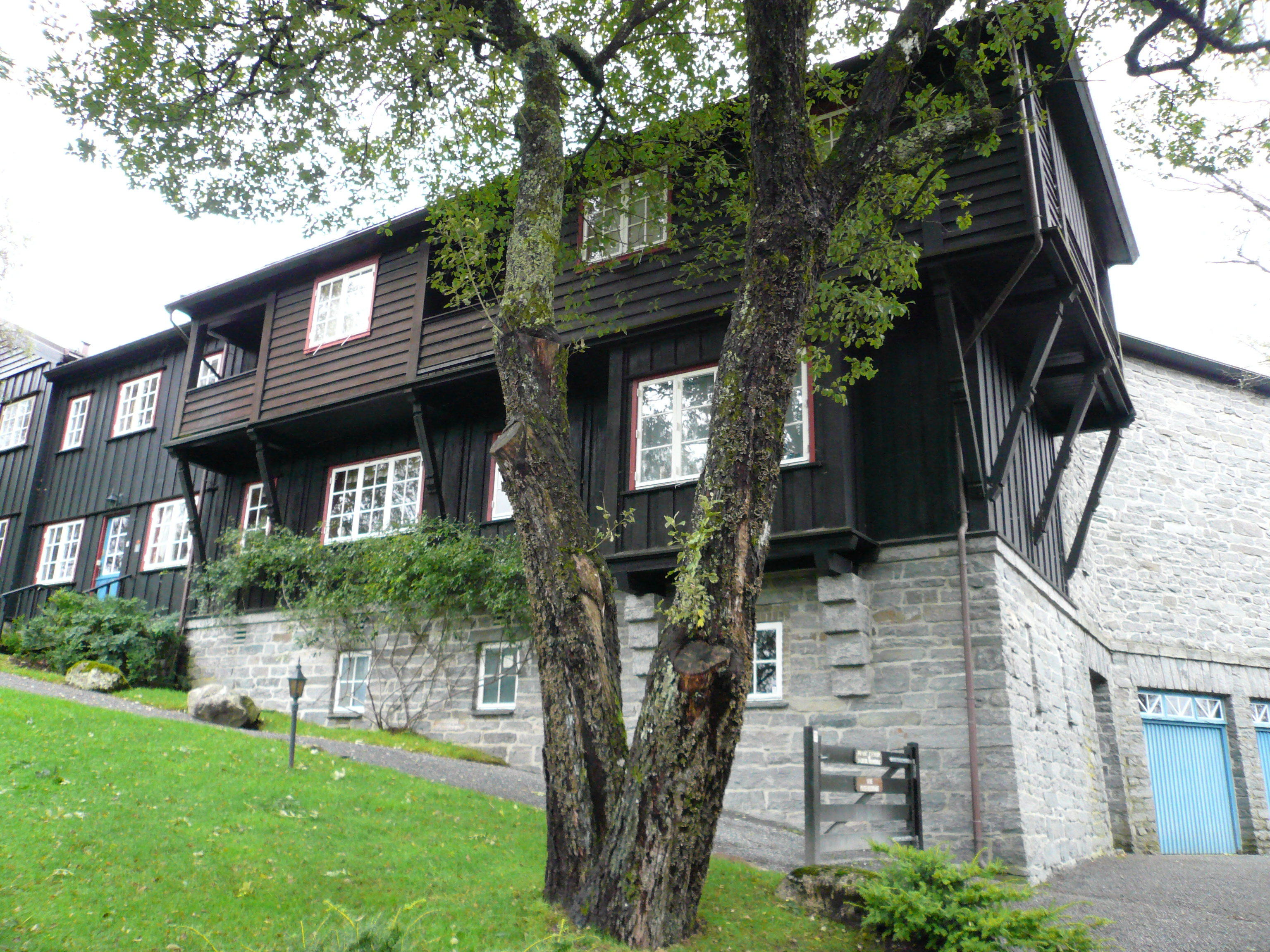
Siljustøl

Siljustøl är ett museum i Rådal i Bergens kommun i Hordaland, Norge. Huset var kompositören Harald Sæveruds hem. Det öppnades som museum den 17 april 1997, på hundraårsdagen av hans födelse. Egendomen testamenterades till en stiftelse, och Bergens kommun har stått för driften. Museet ingår i KODE. Under Festspelen i Bergen hålls konserter i huset.